# سولانا دي لوس باروس
بلدية سولانا دي لوس باروس (بالإسبانية: Solana de los Barros)‏, هي إحدى بلديات مقاطعة بطليوس, التي تقع في منطقة إكستريمادورا, والتي تقع في غرب إسبانيا.
يبلغ عدد سكانها 2.750 نسمة وفقاً لإحصائية سنة (2002).